# براد غاريت
براد غاريت (بالإنجليزية: Brad Garrett) مواليد 14 أبريل 1960 في لوس أنجلوس، كاليفورنيا، الولايات المتحدة، هو ممثل أمريكي درس في جامعة كاليفورنيا ولوس أنجلوس.

## الأعمال

### أفلام
- كيكي لخدمة التوصيل
- بوركو روسو
- كاسبر
- بوكاهانتس: رحلة إلى عالم جديد
- حياة حشرة
- ستيوارت ليتل 2
- البحث عن نيمو
- غارفيلد: الفيلم
- اللهاية
- ليلة في المتحف
- موسيقى و كلمات
- خلطة بيطة بالصلصة
- ليلة في المتحف 2
- رابونزل
- بيرت وندرستون المذهل
- طائرات
- طائرات: مهمة الإنقاذ
- ليلة في المتحف: سر قبر
- سلاحف النينجا: الخروج من الظلال
- البحث عن دوري

### مسلسلات
- روزان
- بندق والأصدقاء
- باتمان
- تو ستيوبد دوغس
- ساينفيلد
- أمير بيل إير الحيوي
- فرفوح
- مغامرات كاسبر
- تيمون وبومبا
- الجميع يحب رايموند
- ذا كينغ أوف كوينز
- سوبرمان
- فرقة العدالة
- أعمال ميكي ماوس
- بظ يطير وقيادة الكوكب
- دار الفار
- مونك
- العميل السري أوسو
- فارغو
- القانون والنظام: الوحدة الخاصة للضحايا
- هؤلاء نحن

### ألعاب فيديو
- فول أوت

## وصلات خارجية
- براد غاريت على موقع IMDb (الإنجليزية)
- براد غاريت على موقع ألو سيني (الفرنسية)
- براد غاريت على موقع ميوزك برينز (الإنجليزية)
- براد غاريت على موقع أول موفي (الإنجليزية)
- براد غاريت على موقع قاعدة بيانات برودواي على الإنترنت (الإنجليزية)
- براد غاريت على موقع قاعدة بيانات الأفلام السويدية (السويدية)
- براد غاريت على موقع إن إن دي بي (الإنجليزية)
- براد غاريت على موقع ديسكوغز (الإنجليزية)
- براد غاريت على موقع قاعدة بيانات الفيلم (الإنجليزية)
- براد غاريت على موقع كينوبويسك (الروسية)
- الموقع الرسمي